# 蓮国寺
蓮国寺（れんこくじ）は、岐阜県羽島郡笠松町にある日蓮宗の寺院。山号は長秋山。本尊は宗祖尊定の大曼荼羅。美濃国最古の日蓮宗寺院である。

## 歴史

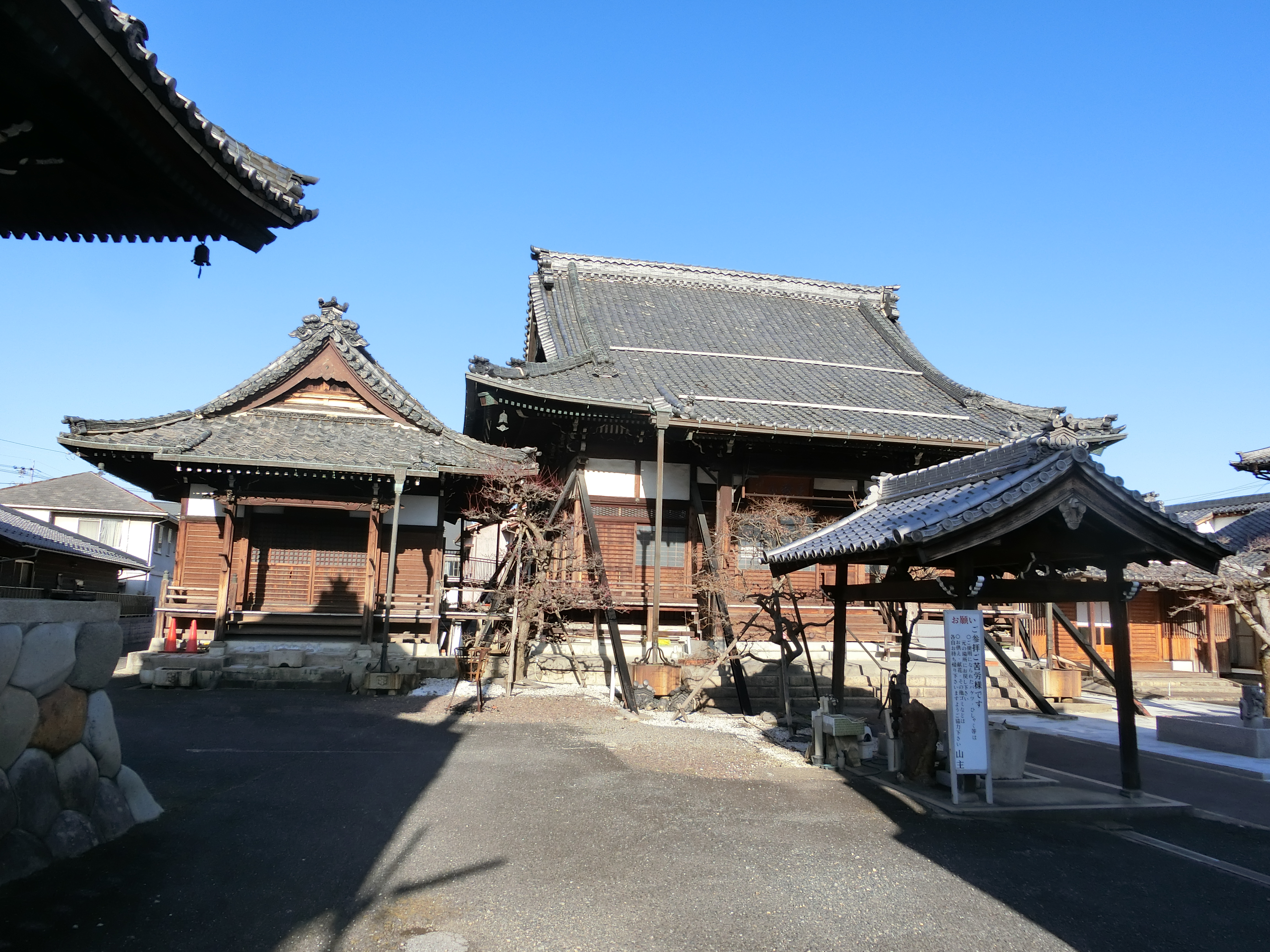
境内

建武年間、美濃国加茂郡平賀村（現在の関市平賀町周辺）に刀匠国重が日像を開山として開く。豊臣政権下、日経上人の代に栗原衛門尉により山県郡三輪村（現在の岐阜市三輪周辺）に移されており、これを以って中興とされる。さらに江戸時代になり、笠松郡代辻守参とその手代秋山式衛門尉により現在地に移された。明和4年（1767年）火災に遭って再建したが、更に明治24年（1891年）に濃尾地震で倒壊。現在の堂宇は昭和5年（1920年）に再建されたものである。
境内には笠松郡代辻守雅の墓のほか、蓮国寺の住持他数人の俳人が建立した芭蕉の句碑、むくげ塚がある。